# Andreas Dackell
Lars Andreas Dackell  (* 21. září 1958 v Gävle, Švédsko) je bývalý švédský hokejový útočník, který odehrál 613 utkání v NHL.

## Reprezentace
Je olympijským vítězem z her v Lillehameru 1994. Zúčastnil se také tří mistrovství světa - 1994 v Itálii (bronz), 1995 na domácí půdě (stříbro) a 1996 v Rakousku (6. místo).

### Reprezentační statistiky
| 1994 | Švédsko | OH | 4 | 0 | 0 | 0 | 0  |
| 1994 | Švédsko | MS | 7 | 2 | 2 | 4 | 25 |
| 1995 | Švédsko | MS | 8 | 3 | 4 | 7 | 4  |
| 1996 | Švédsko | MS | 6 | 0 | 1 | 1 | 0  |

## Kariéra
S hokejem začal v rodném Gävle, kde začal hrát i v mužské kategorii ve druhé nejvyšší soutěži. V letech 1992–1994 odehrál rovněž několik utkání Elitserien za Brynäs IF. Následující čtyři roky hrál za tento klub stabilně. V sezoně 1992/93 vstřelil rozhodující gól při zisku ligového titulu. V roce 1996 byl draftován do NHL týmem Ottawa Senators. K tomuto celku se přidal již od následujícího ročníku. V červnu 2001 byl vyměněn za osmou volbu draftu do Montreal Canadiens. Sezona NHL 2004/05 se neuskutečnila kvůli stávce hráčů a tak Dackell posílil Brynäs. Do Kanady se již nevrátil a kariéru dohrál v tomto klubu. S aktivní činností se rozloučil ziskem titulu v ročníku 2011/12, poslední čtyři roky plnil funkci kapitána. V roce 2011 dostal trofej pro nejslušnějšího hráče ligy.
V Brynäs pracoval v ročníku 2013/14 jako šéftrenér mládeže a následující sezonu jako asistent trenéra, v půli sezony byl ale celý realizační tým odvolán.

## Klubové statistiky
- Debut v NHL (a zároveň první gól) - 5. října 1996 (Montreal Canadiens - OTTAWA SENATORS)

| Sezona     | Klub               | Soutěž     | Základní část | Základní část | Základní část | Základní část | Základní část | Play off | Play off | Play off | Play off | Play off |
| Sezona     | Klub               | Soutěž     | Z             | G             | A             | B             | TM            | Z        | G        | A        | B        | TM       |
| ---------- | ------------------ | ---------- | ------------- | ------------- | ------------- | ------------- | ------------- | -------- | -------- | -------- | -------- | -------- |
| 1990/91    | Brynäs IF          | SWE        | 3             | 0             | 1             | 1             | 2             | 1        | 0        | 0        | 0        | 0        |
|            | Gävle GIK          | SWE-2      | 29            | 21            | 9             | 30            | 12            | —        | —        | —        | —        | —        |
| 1991/92    | Brynäs IF          | SEL        | 4             | 0             | 0             | 0             | 2             | 2        | 0        | 1        | 1        | 4        |
|            | Gävle GIK          | SWE-2      | 26            | 17            | 24            | 41            | 42            | 2        | 3        | 1        | 4        | 2        |
| 1992/93    | Brynäs IF          | SWE        | 40            | 12            | 15            | 27            | 12            | 10       | 4        | 5        | 9        | 2        |
| 1993/94    | Brynäs IF          | SWE        | 38            | 12            | 17            | 29            | 51            | 7        | 2        | 2        | 4        | 4        |
| 1994/95    | Brynäs IF          | SWE        | 39            | 16            | 14            | 30            | 34            | 14       | 3        | 3        | 6        | 14       |
| 1995/96    | Brynäs IF          | SWE        | 22            | 6             | 6             | 12            | 8             | —        | —        | —        | —        | —        |
|            | Brynäs IF          | SWE-2      | 18            | 19            | 16            | 35            | 31            | 10       | 9        | 6        | 15       | 12       |
| 1996/97    | Ottawa Senators    | NHL        | 79            | 12            | 19            | 31            | 8             | 7        | 1        | 0        | 1        | 0        |
| 1997/98    | Ottawa Senators    | NHL        | 82            | 15            | 18            | 33            | 24            | 11       | 1        | 1        | 2        | 2        |
| 1998/99    | Ottawa Senators    | NHL        | 77            | 15            | 35            | 50            | 30            | 4        | 0        | 1        | 1        | 0        |
| 1999/00    | Ottawa Senators    | NHL        | 82            | 10            | 25            | 35            | 18            | 6        | 2        | 1        | 3        | 2        |
| 2000/01    | Ottawa Senators    | NHL        | 81            | 13            | 18            | 31            | 24            | 4        | 0        | 0        | 0        | 0        |
| 2001/02    | Montreal Canadiens | NHL        | 79            | 15            | 18            | 33            | 24            | 12       | 1        | 2        | 3        | 6        |
| 2002/03    | Montreal Canadiens | NHL        | 73            | 7             | 18            | 25            | 24            | —        | —        | —        | —        | —        |
| 2003/04    | Montreal Canadiens | NHL        | 60            | 4             | 8             | 12            | 10            | —        | —        | —        | —        | —        |
| 2004/05    | Brynäs IF          | SWE        | 40            | 9             | 13            | 22            | 48            | —        | —        | —        | —        | —        |
| 2005/06    | Brynäs IF          | SWE        | 40            | 6             | 14            | 20            | 22            | 4        | 0        | 0        | 0        | 2        |
| 2006/07    | Brynäs IF          | SWE        | 54            | 7             | 21            | 28            | 67            | 7        | 2        | 7        | 9        | 4        |
| 2007/08    | Brynäs IF          | SWE        | 54            | 7             | 18            | 25            | 40            | —        | —        | —        | —        | —        |
| 2008/09    | Brynäs IF          | SWE        | 55            | 13            | 27            | 40            | 44            | 4        | 0        | 1        | 1        | 4        |
| 2009/10    | Brynäs IF          | SWE        | 48            | 9             | 24            | 33            | 26            | 5        | 0        | 1        | 1        | 6        |
| 2010/11    | Brynäs IF          | SWE        | 53            | 11            | 25            | 36            | 26            | —        | —        | —        | —        | —        |
| 2011/12    | Brynäs IF          | SWE        | 16            | 4             | 5             | 9             | 6             | 6        | 0        | 1        | 1        | 25       |
| Celkem NHL | Celkem NHL         | Celkem NHL | 613           | 91            | 159           | 250           | 162           | 44       | 5        | 5        | 10       | 10       |

## Zajímavost
Syn Oliver je brankář působící ve švédských soutěžích.